# Nachal Sirgona
Nachal Sirgona (hebrejsky: נחל סרגונה) je vádí v Dolní Galileji, v severním Izraeli.
Začíná v nadmořské výšce okolo 100 metrů na jižních svazích vrchu Tel Ma'on, jehož vrcholová partie tvoří část zástavby města Tiberias (čtvrť Tverja Ilit). Pak směřuje k jihojihozápadu a rychle sestupuje do údolí Bik'at Javne'el. Míjí archeologickou lokalitu Churvat Sirgona (חרבת סרגונה) s pozůstatky židovského osídlení z byzantského období. Zde ústí na jižním okraji vesnice ha-Zor'im zleva do vádí Nachal Javne'el.